# Jacques Galipeau
Pour les articles homonymes, voir Galipeau.
Jacques Galipeau est un acteur canadien québécois né le 22 septembre 1923 à Montréal et mort le 30 août 2020.

## Biographie

### Famille
Jacques Galipeau a deux enfants: Nicolas et Pascale Galipeau.
Il a été marié avec Pauline Julien.
Il aura aussi d'un second mariage à Irène Poujol, comédienne, deux autres filles, Laure et Silvia.

## Filmographie
- 1955 : Beau temps, mauvais temps (série télévisée) : Révérend Père Bruno
- 1957 : Le Survenant (série télévisée) : Octavien
- 1958 : Marie-Didace (série télévisée) : Octavien Tourangeau
- 1960 : Filles d'Ève (série télévisée) : Roger Bédard
- 1963 : Ti-Jean Caribou (série télévisée)
- 1968 : Le Paradis terrestre (série télévisée) : Jules Bourgeois
- 1969 : Les Belles Histoires des pays d'en haut (série télévisée) : le grand Clophas
- 1970 : Mont-Joye (série télévisée) : Charles Duguay
- 1971 : Tang d'André Michel : commissaire Carreau
- 1971 : Le Temps des lilas (téléthéatre)
- 1972 : Le Fils du ciel (série télévisée)
- 1973 : La Lunule (The Pyx)
- 1974 : La Petite Patrie (série télévisée) : Edmond Germain
- 1974 : Bingo : le député Gendron
- 1977 : Duplessis (feuilleton TV) : Léon Casgrain
- 1978 : Le Clan Beaulieu (série télévisée) : Wilfrid Mercier
- 1980 : Ça peut pas être l'hiver, on n'a même pas eu d'été : Germain Lafond
- 1984 : Laurier (feuilleton TV) : Edward Blake
- 1991 : Lance et compte : Le crime de Lulu (TV) : Stanislas Paré
- 1991-1993 : Marilyn  (TV) : Jean-Marie Landry
- 1993 : Les Grands Procès : juge Monnet
- 1995 : Liste noire : juge, procès Gabrielle
- 1999 : Emporte-moi : grand-père de Hanna
- 2002 : La Turbulence des fluides : Gaston Lalonde

## Théâtre
- 1952 : Les Fous de Dieu de Friedrich Dürrenmatt, mise en scène Catherine Toth, Théâtre des Noctambules.

## Distinctions

### Nominations
1953 : Nomination pour le prix Gérard Leblanc